# Compte épargne logement
Pour les articles homonymes, voir CEL.
Le compte épargne logement (CEL) est un produit d'épargne logement français qui existe depuis le 1er janvier 1965. De même qu'avec le plan épargne logement (PEL), après une phase d'épargne, le titulaire peut obtenir un prêt épargne logement.

## Caractéristiques
Le compte épargne logement est un placement règlementé par l'État. Il nécessite un montant minimum en dépôt non bloqué.
Le bénéficiaire d'un CEL doit être une personne physique. Chaque personne peut ouvrir un seul CEL.
Le montant maximum qui peut être épargné sur un CEL est de 15 300 € et la durée d'épargne minimum pour obtenir un prêt épargne logement est de 18 mois. 
En ce qui concerne les versements, à l'ouverture du CEL, le minimum est de 300 €. 

### Conditions d'ouverture
Le CEL peut être ouvert par toute personne physique, même mineure dès lors où sa résidence habituelle est en France. En cas de détention d'un PEL, l'ouverture d'un CEL doit se faire dans le même établissement.
Un titulaire ne peut posséder qu'un CEL et ne pourra en ouvrir un autre auprès d'une autre banque. Le cumul de certains produits d'épargne comme le livret jeune est possible.
Il n'y a aucuns frais d'ouverture ou de fermeture.

### Versements
Le minimum de versement à l’ouverture est de 300 €.
Les versements ou retraits ultérieurs sont d'au moins 75 €, tout en respectant un solde permanent d'au moins 300 €. Le plafond des dépôts est 15 300 € (hors capitalisation des intérêts).

### Rémunération
- Taux d'intérêt  : 1,5 % à partir du 1er février 2025 (hors éventuelle prime de l'État). La formule de calcul est 2/3 du taux du livret A arrondi au quart de point le plus proche. Ce taux d'intérêt, qui était révisable tous les 6 mois jusqu'à fin 2008 (voir tableau ci-dessous) est désormais révisable au gré du gouvernement.
- Calcul des intérêts : les intérêts sont calculés en application de la règle des quinzaines.
- En cas de réalisation de prêt et si le CEL a été ouvert avant le 1er janvier 2018, l'État augmente la rémunération de 50 % sous la forme d'une prime, versée à la réalisation du prêt, dans la limite de 1 144 €. Au taux actuel, la banque verse 0,50 % et l'État rajoute 0,25 %, ce qui fait une rémunération brute totale de 0,75 % hors prélèvements sociaux.

#### Évolution des rémunérations
| Du               | Au                | Rémunération brute | Rémunération nette |
| ---------------- | ----------------- | ------------------ | ------------------ |
| 1er février 2025 |                   | 1,50 %             | 1,05 %             |
| 1er février 2023 | 31 janvier 2025   | 2,00 %             | 1,40 %             |
| 1er août 2022    | 31 janvier 2023   | 1,25 %             | 0,87 %             |
| 1er février 2022 | 31 juillet 2022   | 0,75 %             | 0,52 %             |
| 1er février 2020 | 31 janvier 2022   | 0,25 %             | 0,17 %             |
| 1er janvier 2018 | 31 janvier 2020   | 0,50 %             | 0,35 %             |
| 1er août 2015    | 31 décembre 2017  | 0,50 %             | 0,42 %             |
| 1er août 2013    | 31 juillet 2015   | 0,75 %             | 0,63 %             |
| 1er février 2013 | 31 juillet 2013   | 1,25 %             | 1,06 %             |
| 1er juillet 2012 | 31 janvier 2013   | 1,50 %             | 1,27 %             |
| 1er octobre 2011 | 30 juin 2012      | 1,50 %             | 1,30 %             |
| 1er août 2011    | 30 septembre 2011 | 1,50 %             | 1,32 %             |
| 1er août 2010    | 31 juillet 2011   | 1,25 %             | 1,10 %             |
| 1er août 2009    | 31 juillet 2010   | 0,75 %             | 0,66 %             |
| 1er mai 2009     | 31 juillet 2009   | 1,25 %             | 1,10 %             |
| 1er février 2009 | 30 avril 2009     | 1,75 %             | 1,54 %             |
| 1er janvier 2009 | 31 janvier 2009   | 2,75 %             | 2,42 %             |
| 1er août 2008    | 31 décembre 2008  | 2,75 %             | 2,45 %             |
| 1er février 2008 | 31 juillet 2008   | 2,25 %             | 2,00 %             |
| 1er août 2007    | 31 janvier 2008   | 2,00 %             | 1,78 %             |
| 1er août 2006    | 31 juillet 2007   | 1,75 %             | 1,56 %             |
| 1er février 2006 | 31 juillet 2006   | 1,50 %             | 1,34 %             |
| 1er août 2003    | 31 juillet 2005   | 1,25 %             | 1,11 %             |
| 1er janvier 2005 | 31 juillet 2005   | 1,50 %             | 1,34 %             |
| 1er août 2003    | 31 décembre 2004  | 1,50 %             | 1,35 %             |
| 1er juillet 2000 | 31 juillet 2003   | 2,00 %             | 1,80 %             |
| 1er août 1999    | 30 juin 2000      | 1,50 %             | 1,35 %             |
| 16 juin 1998     | 31 juillet 1999   | 2,00 %             | 1,80 %             |
| 1er janvier 1998 | 15 juin 1998      | 2,25 %             | 2,03 %             |
| 1er janvier 1997 | 31 décembre 1997  | 2,25 %             | 2,16 %             |
| 1er janvier 1996 | 31 décembre 1996  | 2,25 %             | 2,24 %             |
| 16 février 1994  | 31 décembre 1995  | 2,25 %             | 2,25 %             |
| 16 mai 1986      | 15 février 1994   | 2,75 %             | 2,75 %             |
| 1er janvier 1975 | 15 mai 1986       | 3,25 %             | 3,25 %             |

### Fiscalité
Les intérêts du CEL sont soumis aux prélèvements sociaux en vigueur (17,20 %), qui sont retenus automatiquement chaque année. Les intérêts sont exonérés d'impôt sur le revenu pour les contrats ouverts jusqu'au 31 décembre 2017. À partir du 1er janvier 2018, les intérêts sont soumis, lors de leur paiement, à un prélèvement forfaitaire unique  de 30 %. Ce prélèvement correspond à l'impôt sur le revenu,  à hauteur de   12,80 %, et aux prélèvements sociaux, à hauteur de 17,20 %.

## Prêt
L’obtention du prêt épargne logement n’est pas automatique.
Le calcul du taux d'emprunt se fait au prorata des sommes placées, en fonction du taux du moment (contrairement au PEL pour lequel le taux est fixe et connu dès la signature) : il consiste au taux d'intérêt sur lequel les droits à prêt utilisés ont été obtenus, majoré de 1,5 % de frais. Par exemple, des droits à prêt acquis en 2008 au taux de 2,0 % ouvrent droit à un prêt à 3,5 %.
Il est nécessaire de détenir et d'utiliser un minimum de droits à prêt. Ce minimum dépend de la nature du projet : 75 € pour une acquisition ou des travaux de construction, 37 € pour des travaux de réparation ou d'amélioration et 22,50 € pour des travaux d'économie d'énergie. Dans le cas d'utilisation simultanée de droits de plusieurs CEL, ce minimum doit être atteint pour chaque CEL.
Le montant maximum emprunté est de 23 000 €, y compris dans le cas d'utilisation simultanée des droits de plusieurs CEL, sur une durée pouvant aller de 2 ans à 15 ans. Les intérêts versés lors du prêt, hors frais de gestion, sont limités à 1,5 fois les intérêts reçus lors de la période de placement (également appelés « droits à prêt »). Ce « taux de conversion » est ramené à 1 pour les SCPI. Par exemple, 100 € de droits à prêt ouvriront le droit à un prêt pouvant coûter au maximum 150 € d'intérêts. À ces 150 € d'intérêts s'ajouteront les 1,5 % de frais de gestion (1,7 % pour le CEL) ; par conséquent, si le taux d'intérêt était de 2,0 %, le montant total des intérêts + frais de gestion à payer sera de 150 €* (2,0 % + 1,5 %) / 2,0 % = 262,5 €. 
Lors de l'utilisation commune d'un prêt issu d'un plan épargne logement, la somme des deux prêts (CEL+PEL) ne peut excéder 92 000 €. Il est à noter que la somme pouvant être empruntée sera d'autant plus importante que la durée de l'emprunt sera courte (mais les mensualités élevées).
Par ailleurs, en cas de prêt (exclusivement pour financer un achat ou des travaux immobiliers), l'État verse une prime d'un montant égal à environ la moitié des droits à prêt utilisés, avec cependant un plafond de 1 144 €.
Si le CEL a été ouvert avant le 1er mars 2011, le prêt peut également concerner la résidence secondaire du titulaire du CEL.